# Un ponte per Terabithia (romanzo)
Un ponte per Terabithia (Bridge to Terabithia) è un romanzo per ragazzi scritto da Katherine Paterson nel 1976. Paterson scrisse il libro per aiutare suo figlio a superare il dolore per la morte di una sua carissima amica vicina di casa, morta nell'agosto del 1974.
Dal libro sono stati tratti due film, Bridge to Terabithia nel 1985 e Un ponte per Terabithia nel 2007, con AnnaSophia Robb e Josh Hutcherson.

## Trama
Il libro illustra la vita di un  ragazzo di buone capacità artistiche, Jess Aarons, e le difficoltà della sua vita familiare, i suoi doveri nella fattoria di famiglia e le continue agitazioni causate delle sue quattro sorelle. Ha i capelli color paglierino e le gambe lunghe. Leslie Burke è una ragazza intelligente e ricca che si è appena trasferita nella "vecchia casa dei Perkins" lungo la stessa strada. Inizialmente Jess è freddo nei suoi confronti. Dopo essersi allenato per tutta l'estate per diventare il corridore più veloce della sua classe, è infuriato quando lei lo supera in una corsa.
Jess è disturbato anche da tormentatori o rivali in classe. Attende con impazienza l'inizio della lezione di musica a causa della sua infatuazione per la bellissima giovane insegnante, miss Edmunds. Ma prova anche sempre più simpatia per Leslie, eccentrica e ostracizzata, con la quale sviluppa un'amicizia. Si meraviglia del modo in cui le piace davvero leggere e scrivere, non solo per impressionare la loro insegnante, e il modo in cui fa sembrare la corsa bella e senza sforzo (anche se non lo ammetterebbe mai). In una giornata di sole, Jess e Leslie usano una corda per superare un torrente e decidono di progettare un santuario immaginario libero dai fardelli e dalle sofferenze della vita quotidiana. Regnano come monarchi, chiamando il loro regno Terabithia (nome che presenta forte assonanza con Terebinthia, un'isola delle Cronache di Narnia di C. S. Lewis) e costruiscono un piccolo rifugio in cui fantasticare sulle loro avventure.
A scuola, Jess e Leslie sono osteggiati da una ragazza più grande di nome Janice Avery, la quale, tra l'altro, ha rubato un pacchetto di Twinkies dal pranzo di May Belle, sorella minore di Jess. Decidono di farle uno scherzo: le scrivono una lettera romantica a nome di Willard Hughes, un ragazzo che piace a Janice, mettendola in imbarazzo. Il piano ha successo: Hughes la espone alla pubblica mortificazione. Più tardi, Leslie sente i suoi singhiozzi nel bagno delle ragazze. Si scopre che suo padre la picchia duramente: questo spiega la sua difficoltà a relazionarsi con le altre persone. Inoltre ha confidato i suoi problemi alle sue due "migliori amiche", Wilma e Bobby Sue, che hanno diffuso le voci in tutta la scuola. A questo punto, sia Jess che Leslie sviluppano simpatia e persino l'inizio di un'amicizia con Janice. Nel frattempo, anche il legame di Leslie con Jess aumenta notevolmente, e insieme continuano a indulgere nei piaceri derivanti da Terabithia. Adottano un cucciolo di nome Prince Terrien, abbreviato in P.T.
Un giorno, a Terabithia, Jess confida a Leslie di dover andare in chiesa per Pasqua e, non avendone nessuna voglia, le chiede se può venirci con lui. Lei accetta con riluttanza e quindi ci vanno insieme. Dopo la messa, Leslie chiede cosa succede a chi non crede in Dio. May Belle, spaventata, asserisce che Dio la manderà all'inferno. La guardano scioccati e Jess le dice che Dio non va in giro a mandare la gente all'inferno.
Dopo essere stato invitato da miss Edmunds ad una visita ad un museo d'arte, Jess accetta l'offerta senza avvisare preventivamente Leslie o i suoi genitori (chiede il permesso a sua madre mentre lei è mezza addormentata). Si rivela una giornata perfetta, ma al ritorno a casa è inorridito nell'apprendere che, in sua assenza, Leslie ha tentato di raggiungere Terabithia da sola: la corda si è rotta e la ragazzina cadendo ha battuto la testa contro una roccia, per poi annegare nel torrente. 
Il ragazzo, scioccato, incapace di assorbire o accettare l'impatto o l'orrore di quella morte improvvisa, nega il proprio dolore e persino la sua esistenza. È terrorizzato dal fatto che Leslie possa essere condannata all'eterna dannazione a causa dei suoi dubbi sulla religione rivelati a Pasqua. Suo padre lo rassicura dicendogli che Dio non è così ingiusto. Dopo aver faticosamente accettato l'inevitabilità della morte di Leslie, è rattristato ancora di più dal dolore mostrato dai genitori di lei, che hanno deciso di tornare alla loro precedente casa in Pennsylvania.
Jess decide di rendere omaggio a Leslie creando una corona funebre, piegando un ramo di pino in un cerchio. Lasciandolo nella loro speciale pineta a Terabithia, trova May Belle terrorizzata a metà del torrente - dopo aver tentato di seguirlo sull'albero caduto col quale era solito raggiungere Terabithia dopo la rottura della corda - e la aiuta a tornare sull'altra riva. I Burke gli regalano un po' di legname (da restauri interrotti) che si stanno lasciando alle spalle, che usa per costruire un ponte più permanente, anche se rudimentale.
Sceglie di riempire il vuoto lasciato dalla morte di Leslie facendo di May Belle la nuova regina di Terabithia, permettendole di condividere il suo santuario che era stato il segreto di Jess e Leslie. Quindi, le dice di tenere la sua "mente aperta" e tutti gli abitanti di Terabithia accolgono la loro nuova sovrana.

## Riconoscimenti
Il romanzo ha ricevuto diversi riconoscimenti sia in patria che all'estero, tra cui una Medaglia Newbery. È inoltre risultato ottavo nella lista stilata dall'American Library Association dei 100 libri più contestati nelle biblioteche americane nel periodo 1990-1999 e rispettivamente ottavo e decimo per gli anni 2002 e 2003.

## Edizioni
- Katherine Paterson, Un ponte per Terabithia, traduzione di L. Cangemi, Casale Monferrato, Piemme, 1997, ISBN 9788838476051.
- Katherine Paterson, Un ponte per Terabithia, traduzione di L. Cangemi, Milano, Arnoldo Mondadori Editore, 2007, ISBN 9788804564737.